# Universidad de Oriente Núcleo de Nueva Esparta
Universidad de Oriente Núcleo de Nueva Esparta (UDONE), es el núcleo de la Universidad de Oriente ubicado en el Estado Nueva Esparta. Inició sus operaciones con Cursos Básicos el 21 de enero de 1969 en su antigua sede de Porlamar, es la Universidad con mayor trayectoria en el Estado Nueva Esparta, en cuanto a infraestructura. Se encuentra dividida en 8 áreas departamentales: Socio-Humanidades, Cursos Básicos, Ciencias, Informática, Turismo, Decanato, Biblioteca Centro Regional de Investigaciones Ambiental y Cancha de usos múltiples.

## Carreras
Actualmente esta entidad educativa brinda las siguientes carreras entre Licenciatura y Técnico Superior:
| Acuacultura              | Administración de Empresas Hoteleras  |           |  |
| Biología Marina          | Administración de Empresas Turísticas |           |  |
| Tecnología de Alimentos  |                                       |           |  |
| Enfermería               |                                       |           |  |
| Medicina                 |                                       |           |  |
| Administración           |                                       |           |  |
| Contaduría Pública       |                                       |           |  |
| Informática              |                                       |           |  |
| Estadística              |                                       |           |  |
| Educación Integral       |                                       |           |  |
| Educación Mención Inglés |                                       | Hotelería |  |
| Turismo                  |                                       |           |  |

## Escuelas

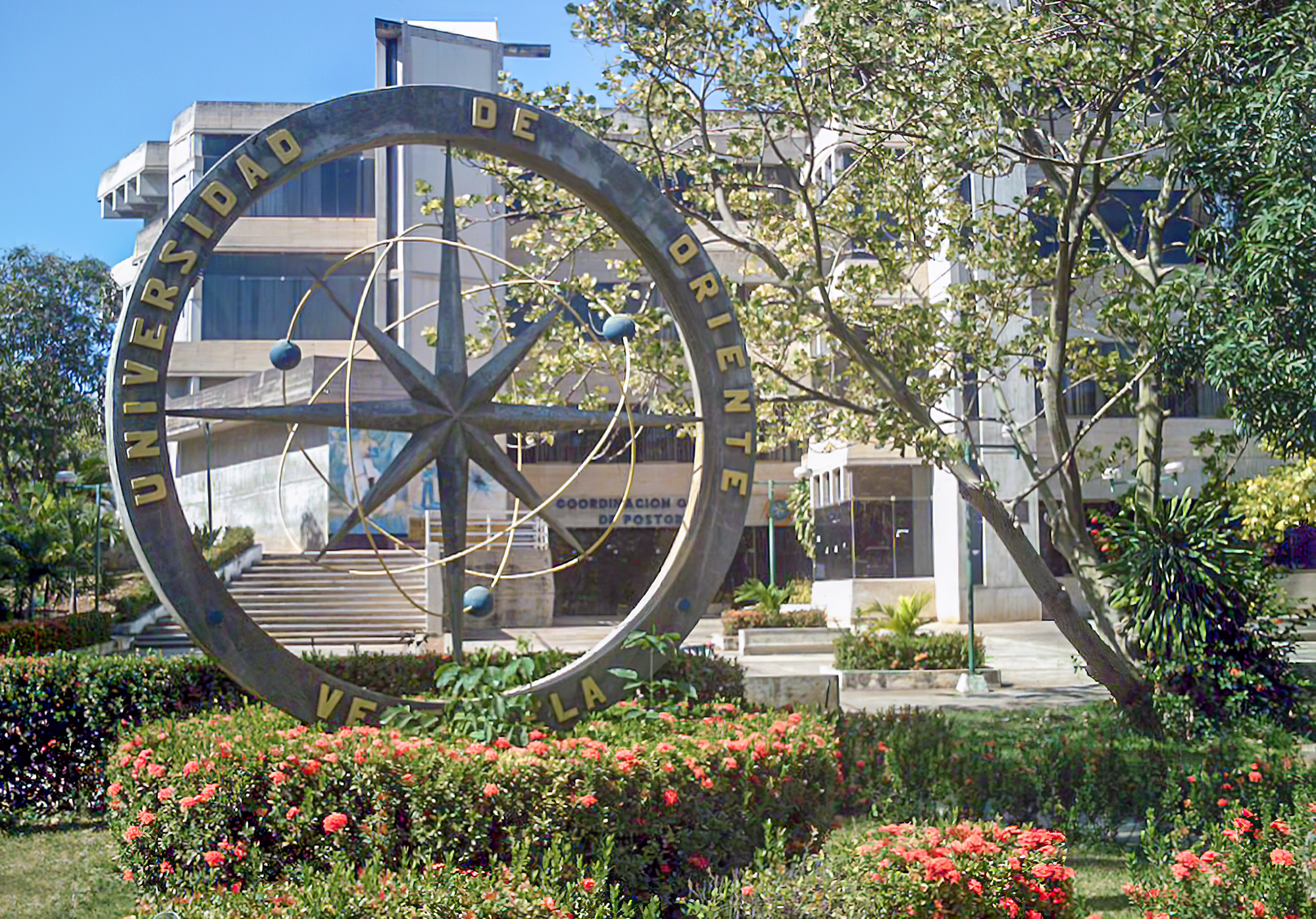
Áreas verdes de la UDONE.

La Universidad de Oriente, Núcleo Nueva Esparta está conformada por varias Escuelas, la Unidad de Estudios Básicos, Escuela de Hotelería y Turismo, Escuela de Ciencias, Escuela de Educación, y Escuela de Ingeniería Ciencias Aplicadas ubicadas en el campus de Guatamare, además, la Escuela de Ciencias Aplicadas del Mar (ECAM), localizada en Boca del Río.

### Hotelería y Turismo
La Escuela de Hotelería y Turismo (EHT), conformada por 2 Departamentos, el Departamento Servicios Turísticos y el Departamento de Turismo, y 5 Coordinaciones: Programa de Licenciatura en Informática, Programa de Licenciatura en Estadística, Programa de Licenciatura en Educación Integral, Programa de Licenciatura en Contaduría Pública y Programa de Licenciatura en Administración.

### Ciencias Aplicadas del Mar
La Escuela de Ciencias Aplicadas del Mar (ECAM), cuenta con dos Departamentos: el Departamento de Tecnología de Alimentos y el Departamento de Acuacultura y Biología Marina. Con Biblioteca, Comedor, Laboratorios en el área de Alimentos, Planta de Tecnología de Alimentos, Hatchery, Piscinas de Cultivo de Camarones y Peces, Cultivo de Microalgas, Sala de Usos Múltiples SUM, Sala de Conferencias y Tesis. Esta Escuela queda fuera del Núcleo, a orillas del mar, en la población de Boca del Río, Península de Macanao a 45 minutos del Núcleo principal. Cuenta con unidades de transporte dependientes de Guatamare.

## Investigación

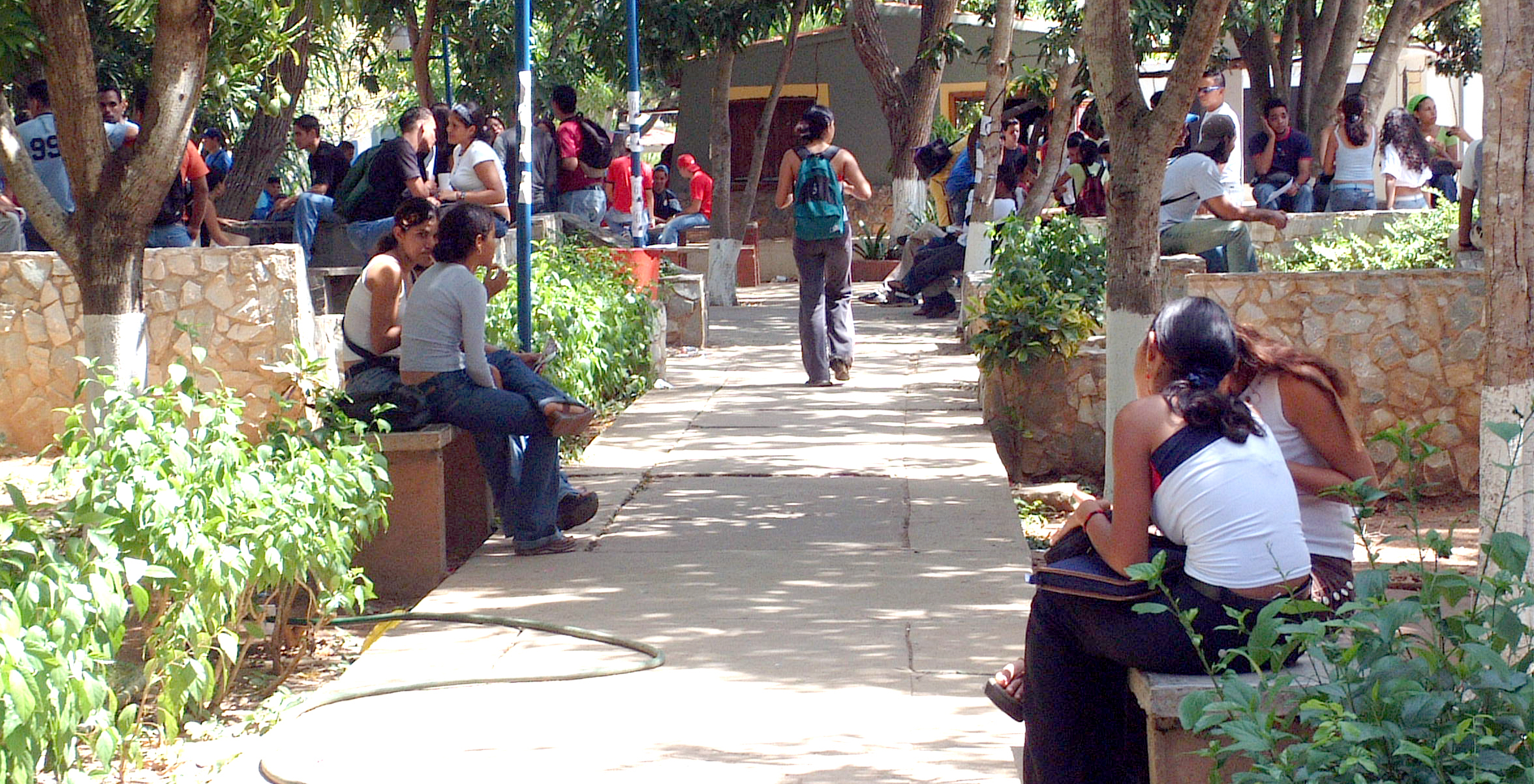
Plaza central

En el Núcleo Nueva Esparta funcionan:
- Comisión de Investigación del Núcleo Nueva Esparta de la UDO.
- Instituto de Investigaciones Científicas de Nueva Esparta (IICNE). En el campus de Boca del Río.
- Centro Regional de Investigaciones Ambientales (CRIA).
- Centro de Investigaciones Turísticas (CITUR).
- Centro de Investigaciones Humanísticas (CIHUM).
- Siete Grupos de Investigación reconocidos por el Consejo de Investigación de la UDO.

Además cuenta con 79 investigadores acreditados en Programa de Estímulo al Investigador y al Innovador (PEII) que depende del Ministerio de Ciencia Tecnología e Innovación y con 48 investigadores acreditados en el Sistema de Acreditación de los Investigadores de la UDO (SAI-UDO).